# لکوسیدین
لکوسیدین (انگلیسی: Leukocidin) نوعی سیکوتوکسین است که توسط برخی از انواع باکتری‌ها (استافیلوکوک) ایجاد می‌شود. این ماده یک نوع سم منفذساز است و مدل تشکیل منافذ به طور گام به گام است. در آغاز زیرواحد S سیتوتوکسین گیرنده‌های حاوی پروتئین خاص یا اینتگرین روی سطح سلول میزبان را تشخیص می‌دهد. سپس زیرواحد S، زیرواحد F را به خدمت می‌گیرد و این دو زیرواحد در سطح سلول میزبان کم‌رنگ می‌شوند. پس از الیگومریزاسیون (Dimerization)، دیمریزاسیون (Oligomerization) رخ می‌دهد. سرانجام، الیگومرها، متشکل از زیرواحدهای S و F، دچار تغییر ساختاری قابل توجهی می‌شوند و یک شکل بتا را تشکیل می‌دهند که در لایه چربی سلول میزبان سوراخ می‌شود.
لکوسیدین‌ها نام خود را از لکوسیت‌ها بخاطر کشتن و از بین بردن آن‌ها به دست آورده‌اند. لکوسیدین‌ها فاگوسیت‌ها، یاخته کشنده طبیعی، سلول‌های دندریتیک و لنفوسیت‌های T را مورد هدف قرار می‌دهند و بنابراین هر دو پاسخ ایمنی ذاتی و سازگار را مورد هدف قرار می‌دهند. لکوسیدین‌ها در گروه مهاجم باکتریایی قرار می‌گیرند.  اینواسین‌ها ترشحات آنزیمی هستند که به باکتری‌ها کمک می‌کند به بافت میزبان که به آن متصل شده‌اند حمله کنند. اگرچه اینواسین‌ها مشابه اگزوتوکسین‌ها هستند، اما از دو جهت متفاوت هستند: آن‌ها از مکانیسم‌های بسیار کمتری نسبت به اگزوتوکسین‌ها استفاده می‌کنند و عملکرد آن‌ها به طور کلی موضعی‌تر است.